# Aartsbisdom Santa Fe
Het aartsbisdom Santa Fe (Latijn: Archidioecesis Sanctae Fidei in America Septentrionali) is een rooms-katholiek aartsbisdom met als zetel Santa Fe, in de Amerikaanse staat New Mexico. De aartsbisschop van Santa Fe is metropoliet van de kerkprovincie Santa Fe, waartoe ook de suffragane bisdommen Gallup, Las Cruces, Phoenix en Tucson behoren.

## Geschiedenis
Het aartsbisdom werd opgericht op 19 juli 1850, als het apostolisch vicariaat New Mexico, uit delen van het bisdom Durango. Op 29 juli 1853 werd het verheven tot bisdom met de naam bisdom Santa Fe, en was suffragaan aan het aartsbisdom Saint Louis. Op 12 februari 1875 werd het verheven tot metropolitaan aartsbisdom. 
Het aartsbisdom verloor meermaals gebied bij de oprichting van de apostolisch vicariaten Arizona (1868) en Colorado and Utah (1868) en de bisdommen Gallup (1939) en Las Cruces (1982).

## Parochies
Het aartsbisdom had in 2022 een oppervlakte van 158.296 km2 en telde 1.311.611 inwoners waarvan 25,0% rooms-katholiek was.

## Aartsbisschoppen
- Jean-Baptiste Lamy (apostolisch vicaris: 19 juli 1850, bisschop: 29 juli 1853, aartsbisschop: 12 februari 1875 - 19 juli 1885)
- Jean-Baptiste Salpointe (18 augustus 1885 - 7 januari 1894; coadjutor sinds 22 april 1884)
- Placide Louis Chapelle (7 januari 1894 - 1 december 1897; coadjutor sinds 21 augustus 1891)
- Peter Bourgade (7 januari 1899 - 17 mei 1908)
- John Baptist Pitaval (1 februari 1909 - 29 juli 1918; hulpbisschop sinds 14 mei 1902)
- Albert Thomas Daeger (10 maart 1919 - 2 december 1932)
- Rudolph Aloysius Gerken (2 juni 1933 - 2 maart 1943)
  - Sidney Matthew Metzger (hulpbisschop: 27 december 1939 - 26 december 1941)
- Edwin Vincent Byrne (12 juni 1943 - 25 juli 1963)
- James Peter Davis (3 januari 1964 - 1 juni 1974)
- Robert Fortune Sanchez (1 juni 1974 - 6 april 1993)
- Michael Jarboe Sheehan (17 augustus 1993 - 27 april 2015; apostolisch administrator sinds 6 april 1993)
- John Charles Wester (27 april 2015 - heden)

## Galerij van afbeeldingen

Wapen van het aartsbisdom
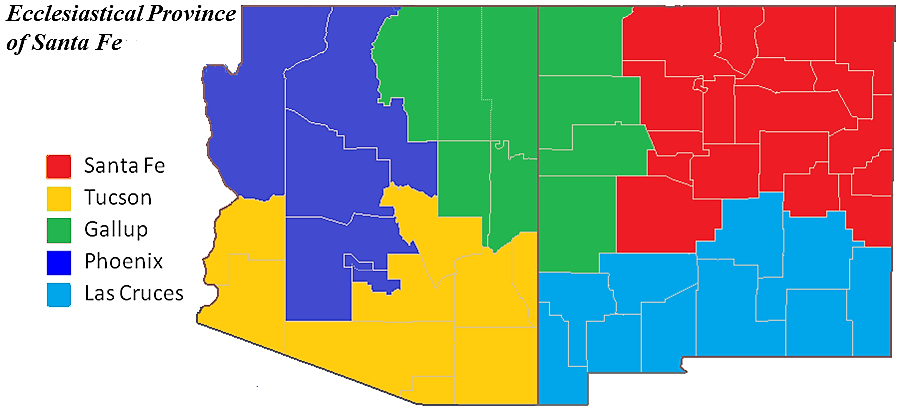
Kerkprovincie met aartsbisdom en suffragane bisdommen
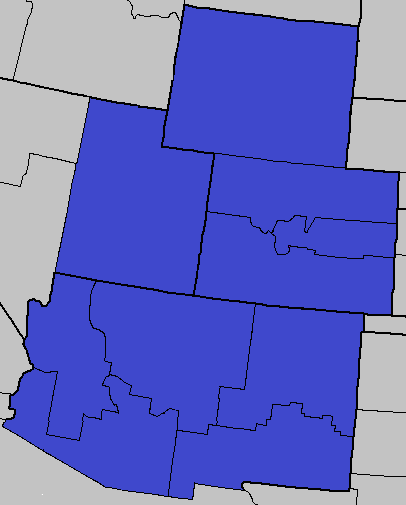
Regio XIII van de Amerikaanse bisschoppenconferentie
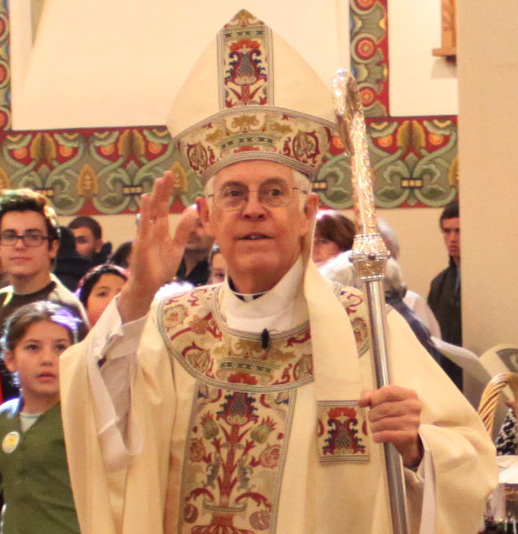
Aartsbisschop Michael Sheehan (1993-2015)

Santa Fe (aartsbisdom) · Gallup · Las Cruces · Phoenix · Tucson